# Алтанцы
Алтанцы (якут. Алтан) — село в Амгинском улусе Якутии России. Образует Алтанский наслег.

## Топоним
Слово «алтан» — общетюркское и монгольское «золото».

## География
Село расположено на юго-востоке Центральной Якутии, у р. Аччыгай-Юрях, вблизи истока р. Ары-Сайылык. Окрестности богаты естественными водоёмами.
Расстояние до улусного центра — села Амга — 120 км.

## История
Согласно Закону Республики Саха (Якутия) от 30 ноября 2004 года № 173-З № 353-III село возглавило образованное муниципальное образование Алтанский наслег.

## Население
| 1989 | 2002 | 2010 | 2012 | 2013 | 2014 | 2015 | 2016 | 2017 | 2018 | 2019 |
| ---- | ---- | ---- | ---- | ---- | ---- | ---- | ---- | ---- | ---- | ---- |
| 1100 | ↘979 | ↘814 | ↘790 | ↗799 | ↘765 | ↘752 | ↘744 | ↗745 | ↘724 | ↗733 |
| 2020 | 2021 |      |      |      |      |      |      |      |      |      |
| ↗737 | ↘735 |      |      |      |      |      |      |      |      |      |

Гендерный состав
По данным Всероссийской переписи населения 2010 года в гендерной структуре населения из 814 человек мужчин — 391, женщин — 423 (48,0 и 52,0 % соответственно).
Национальный состав
Согласно результатам переписи 2002 года, в национальной структуре населения якуты составляли 92 % от общей численности населения в 979 чел..

## Известные жители
- Артемьев, Александр Еремеевич (род. 1962) — министр сельского хозяйства и продовольственной политики Республики Саха (Якутия) (Указ Главы Республики Саха (Якутия) от 9 октября 2014 года № 41).
- Никитина, Екатерина Семёновна  (род. 1948) — российский политический и общественный деятель. Кандидат физико-математических наук (1978).

## Инфраструктура
МБУ ЦК «Иэйии» им. В. В. Ноева
Филиал Алтанцы ГБПОУ РС(Я) «Якутский сельскохозяйственный техникум»
Развито животноводство (мясо-молочное скотоводство, мясное табунное коневодство).
Уличная сеть
- Переулок: Школьный пер.
- Улицы: ул. Берёзовая, ул. Гаражная, ул. И. Г. Неустроева, ул. Кирова, ул. Комсомольская, ул. Лесная, ул. Луговая, ул. Механизаторов, ул. Мира, ул. Молодёжная, ул. Озёрная, ул. Октябрьская, ул. Опушковая, ул. Парковая, ул. С. П. Петрова, ул. Школьная, ул. Юбилейная.

## Транспорт
Автодорога «Эмиссы-Алтанцы» (Нижний Бестях (1157-й км а/д «Лена») — Амга — Усть-Мая — Эльдикан — Югоренок (а/д «Амга»)).